# Arthur Nikutowski
Arthur Nikutowski, Johann Arthur Severin Nikutowski (ur. 9 stycznia 1830 w Kaniach Iławieckich (Salwarschienen) w Prowincji Prusy, zm. 14 lutego 1888 w Düsseldorfie) – niemiecki malarz tworzący obrazy o tematyce historycznej i batalistycznej.
Rozpoczął studia malarskie w Królewcu, ukończył Akademię Düsseldorfską pod kierunkiem Karla Friedricha Lessinga. Od 1859 mieszkał na stałe w Düsseldorfie. Do jego obrazów o tematyce polskiej należą, m.in. Flisacy Polscy, Powrót Zwycięzcy, Pogrzeb Żołnierza Polskiego, Zesłanie na Sybir.
Syn – Erich Nikutowski, malarz pejzażysta (1872 Düsseldorf – 1921 Kaub nad Renem).

## Galeria

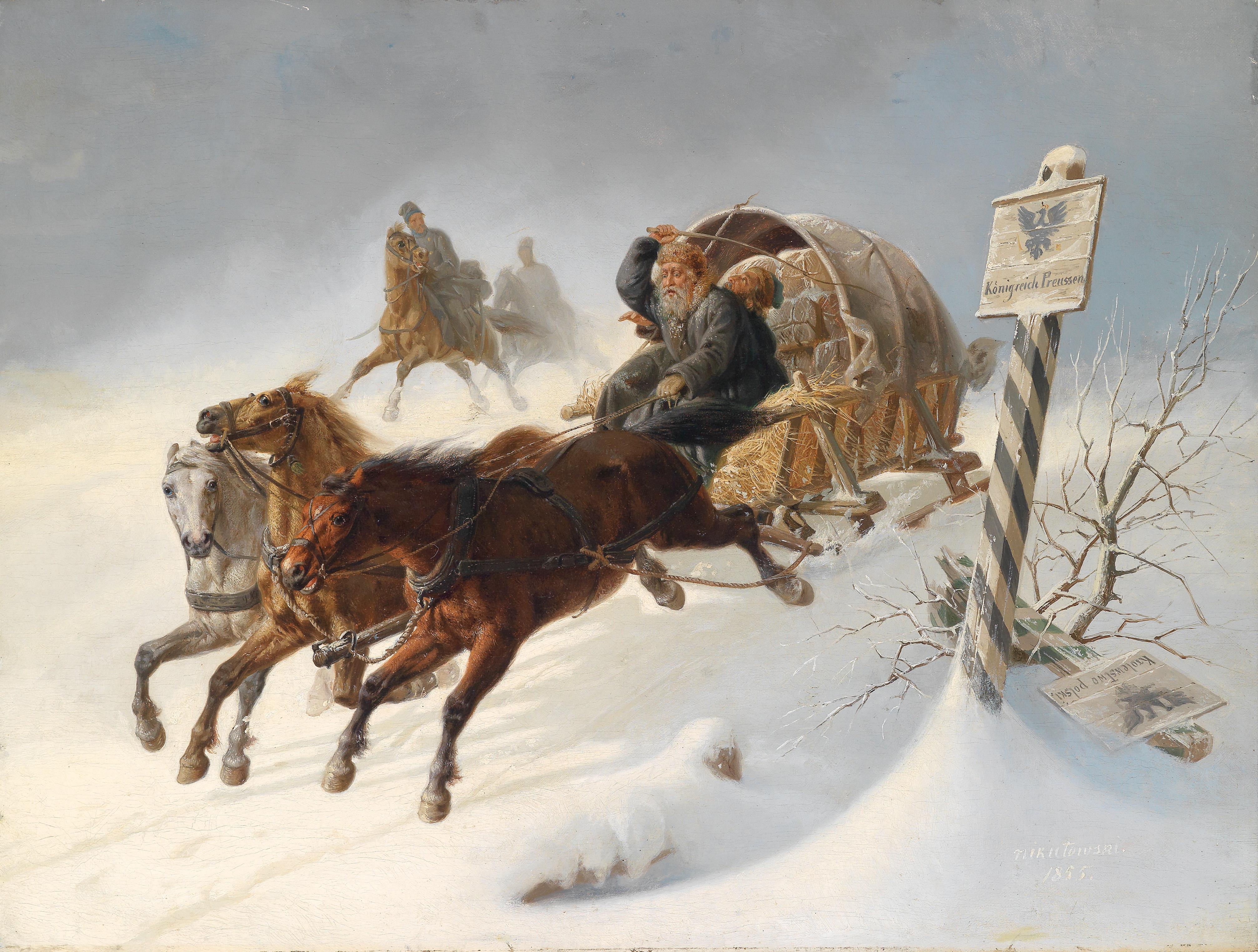
Wild Trip – Wilde Fahrt
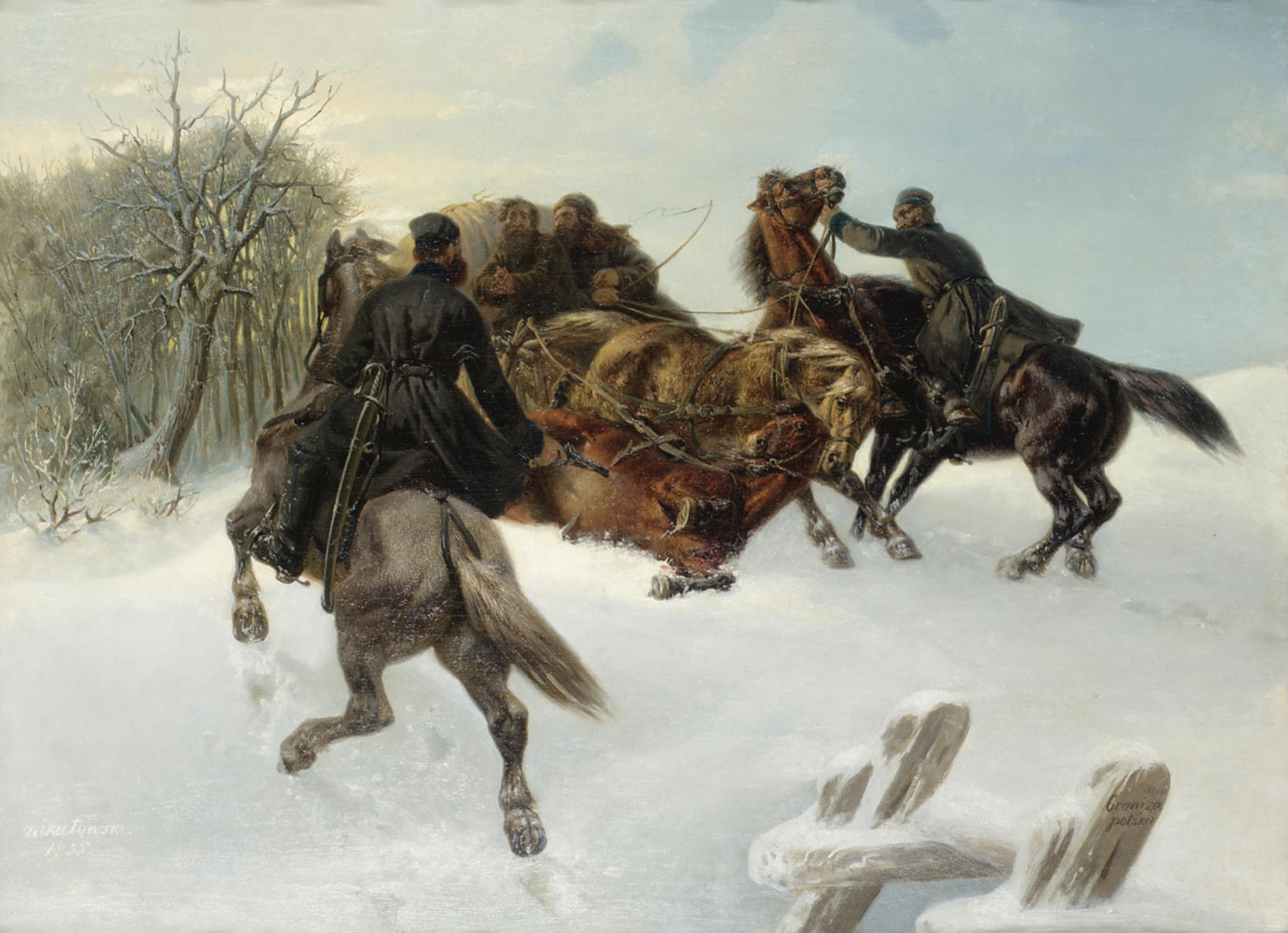
Banditen
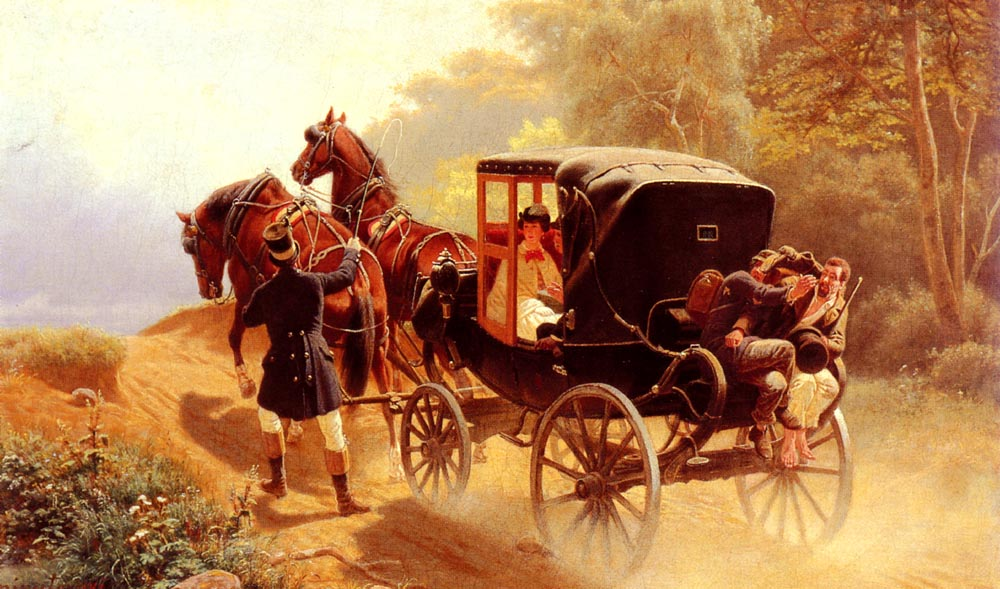
Die Kutsche
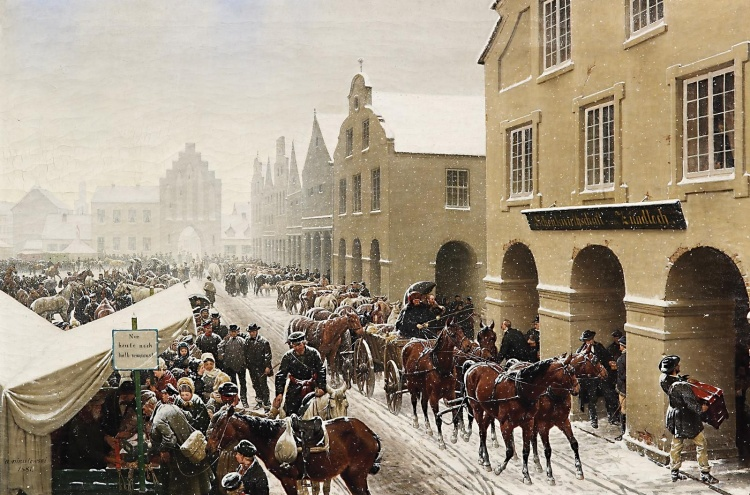
Viehhandel
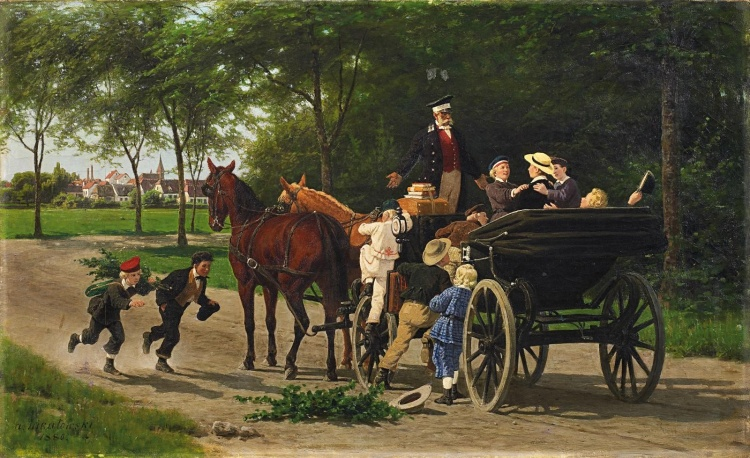
Heiterer Empfang